# PC Fútbol 2002
PC Fútbol 2002 és un videojoc cancel·lat, amb llançament previst per a la tardor de l'any 2001. Va ser programat per Enigma Software i havia de ser publicat per Dinamic Multimedia, que va tancar el setembre del mateix any, poc abans de la finalització del producte. Havia de ser la desena entrega de la saga PC Fútbol. Existeixen còpies beta del joc, però mai s'han fet públiques.
A causa de la situació econòmica de Dinamic, la producció del joc es va subcontractar, amb un temps de realització total de dos mesos. Finalment, Dinamic va fer fallida abans de la finalització del joc, per la qual cosa els seus desenvolupadors van contactar altres distribuïdores, sense èxit, per a poder finalitzar el projecte. El simulador es va reutilitzar en quatre jocs per a Windows que es publicarien de cara al Mundial de Corea i Japó: Pro Soccer Cup, Era Futbolu 2002 (amb llicència de la selecció de Polonia), Euskal Herria Mundiala (amb la selecció basca substituint Mèxic) i Hello Kitty Football Cup.